# Čirč
Čirč (Hongaars: Csércs) is een Slowaakse gemeente in de regio Prešov, en maakt deel uit van het district Stará Ľubovňa.
Čirč telt 1.229 inwoners.